# Churchstanton
Churchstanton – wieś w Anglii, w hrabstwie Somerset, w dystrykcie (unitary authority) Somerset. Leży 71 km na południowy zachód od miasta Bristol i 221 km na zachód od Londynu. W 2002 miejscowość liczyła 760 mieszkańców.